# 리키야스 쇼고
리키야스 쇼고(일본어: 力安 祥伍, 1998년 8월 22일~)는 일본의 축구 선수이다.

## 구단 경력
그는 2021년 J2리그의 츠바이겐 가나자와에 입단했다. 2023년까지 55경기에 출전. 2024년 J3리그의 테게바자로 미야자키로 이적했다.